# Joseph Rickaby
Joseph John Rickaby, S.J. (1845 – 1932) foi um padre e filósofo jesuíta inglês.

## Vida
Rickaby nasceu em 1845 em Everingham, Iorque. Ele recebeu sua educação no Stonyhurst College, e foi ordenado em 1877, um dos chamados Filósofos de Stonyhurst, junto com Richard F. Clarke, Herbert Lucas, e seu próprio irmão, John Rickaby;  um grupo significativo para a neoescolástica na Inglaterra.  Na época em que estava no St Beuno's, mantinha relações amistosas com Gerard Manley Hopkins;  eles foram ordenados no mesmo dia.
Ele era afiliado ao Clarke's Hall em Worcester College, Oxford. Ele daria conferências para estudantes católicos de Oxford e Cambridge.   Seu trabalho é citado por Charles E. Raven em Science, Religion, and The Future (1943, p. 9).

## Obras
- Aquinas Ethicus, uma tradução das partes principais da Segunda Parte da Summa Theologica, em dois volumes: Volume 1 e Volume 2 (1892)
- The First Principles of Knowledge (1888)
- Notes on St. Paul: Corinthians, Galatians, Romans (1898)
- Oxford & Cambridge Conferences 1897-1899 (1899)
- Political and Moral Essays (1902)
- Free Will and Four English Philosophers: Hobbes, Locke, Hume and Mill (1906)
- The Divinity of Christ a lecture(1906)
- Scholasticism (1908)
- Four-Square: or, The Cardinal Virtues (1908)
- Newman Memorial Sermon (1910)
- An Index to the Works of John Henry Cardinal Newman (1914)
- Moral Philosophy: Ethics, Deontology and Natural Law (1918)
- Practice of Perfection and Christian Virtues,uma tradução do original em espanhol de Alphonsus (Alonso) Rodriguez's Ejercicio de Perfección y Virtudes Cristianas, completo em dois volumes (1929).
- Of God and His Creatures (annotated, abridged translation of the Summa Contra Gentiles), by Saint Thomas Aquinas. London: Burnes & Boates. 1905. Cópia arquivada (PDF) em February 29, 2020 Verifique data em: |arquivodata= (ajuda)